# Zyen Jones
Zyen Thyfearious Jones (Clarkston, 25 agosto 2000) è un calciatore statunitense, attaccante del FC Košice.

## Carriera

### Club
A livello giovanile, Jones ha giocato per l'Alpharetta Ambush, per il Georgia United, per l'Atlanta United e per lo Schalke 04. Il 19 aprile 2019 è stato ufficializzato il suo passaggio allo Charlotte Independence, compagine militante nella USL Championship. Ha esordito in squadra il giorno seguente, sostituendo Mark Hill nella sconfitta interna per 0-3 subita contro il North Carolina FC.